# 十里村站 (开远市)
十里村站是位于云南省开远市乐白道街道十里村的一个铁路车站，邮政编码661001。车站建于1909年，有昆河铁路经过该站，现不办理正式客运，办理货运业务，车站及其上下行区间均未电气化。车站距离昆明北站243公里，隶属昆明局集团，是四等站。